# Maria Furtner
Anna Maria Furtner (* 1821 in Waizenreit bei Frasdorf, Landkreis Rosenheim; † 1884 ebenda) war eine tief religiöse bayrische Bäuerin, die aufgrund einer angeblichen länger anhaltenden Nahrungslosigkeit als Wassertrinkerin von Frasdorf oder Weizenreiter Mädei überregional bekannt wurde.
Sie soll mindestens 50 Jahre lang keine Nahrung außer mehrmals in der Woche die Hostie der heiligen Kommunion oder ausgepressten Birkensaft zu sich genommen haben und nur Wasser aus einer benachbarten Quelle getrunken haben. Während der allgemeinen Essenszeiten soll sie sich in ihr Zimmer zurückgezogen haben. Sie soll keine Nahrung vertragen haben, da es in diesen Fällen zu Erbrechen gekommen sei. Damalige Angaben berichten außerdem von einer Aversion Fremden gegenüber.
Von 1823 bis zu ihrem Tode soll sie in der Pfarrei von Frasdorf gelebt haben.
Sie wurde 1843 fünf Wochen lang im Münchner Allgemeinen Krankenhaus untersucht. Das veröffentlichte  Bulletin der kgl. Akademie der Wissenschaften vom 12. Juli 1884 sprach abschließend davon, dass man nicht an miraculose Zuthat glaubte und dass andererseits es keinen Grund gegeben habe, Betrug, Prahlerei oder Täuschung aus Gewinnsucht anzunehmen. Weiter heißt es: […] seit 11 Jahren nur Wasser, und bloß im Frühjahr kurze Zeit lang frisch ausfließenden Birkensaft, außerdem aber keine Speise genieße und eben so lange schon keine Stuhlentleerung gehabt habe, jedoch Urin lasse und regelmäßig, obgleich etwas sparsam menstruirt sey. Zeugnisse von Aerzten, Geistlichen und Beamten bestätigen die Richtigkeit der Thatsache. Zur näheren Beobachtung und Untersuchung wurde sie 1843 in das allgemeine städtische Krankenhaus in München aufgenommen, und in demselben 5 Wochen lang in einem abgesonderten wohl verwahrten Zimmer genau beobachtet: worauf der Herr Krankenhausdirektor ihr das Zeugnis ertheilte, daß sie diese 5 Wochen lang bloß von Wasser gelebt und keine Fäcalausleerungen gehabt habe.